# 北陸おでかけパス
北陸おでかけパス（ほくりくおでかけパス）は、西日本旅客鉄道（JR西日本）が発売していた前売り制の特別企画乗車券である。当項では北陸新幹線等の利用者向けに、着地型周遊乗車券として発売していた北陸周遊乗車券（ほくりくしゅうゆうじょうしゃけん）についても述べる。

## 概要

### 北陸おでかけパス
北陸おでかけパスは、土曜日・日曜日・祝日の1日に限り（年末年始は1月1日のみ）、JR西日本管内のうち主に金沢支社管内の北陸地方3県を中心とするエリア内の、普通列車および快速列車の普通車自由席に自由に乗降することができる。また北陸新幹線開業に伴い、それまで自由周遊区間となっていた北陸本線の金沢駅 - 谷浜駅間が並行在来線として沿線3県の第三セクター鉄道へ移管されたが、IRいしかわ鉄道線とあいの風とやま鉄道線の全線、えちごトキめき鉄道日本海ひすいラインの市振駅 - 谷浜駅間の3区間すべてが、移管後も引き続き周遊区間に設定されている。さらに、2016年（平成28年）4月2日利用分より、日本海ひすいラインの谷浜駅 - 直江津駅間も周遊区間に追加されることになった。
発売価格はおとな2,580円、こども1,030円。 前売り制となっており、利用日の1か月前から3日前までに購入する必要がある。

### 北陸周遊乗車券
北陸周遊乗車券は、2015年（平成27年）3月14日の北陸新幹線・長野駅 - 金沢駅間延伸開業にあたり、東日本旅客鉄道（JR東日本）管内の東京駅 - 上越妙高駅間の各駅から、JR西日本管内の糸魚川駅 - 金沢駅間の各駅まで「新幹線eチケットサービス」を利用する乗客と、首都圏および京阪神圏から北陸方面への旅行商品のうち、往復の行程にJR線を含む商品を利用する乗客向けのサービスの一環として、北陸おでかけパスと同一のフリー区間内を曜日に関わらず連続2日間利用できる企画乗車券である。
発売価格はおとな2,580円、こども1,030円で、「新幹線eチケットサービス」利用の場合は新幹線乗車当日か翌日に、糸魚川駅以西の新幹線5駅で当該乗車券の購入完了画面、もしくは利用履歴などを提示した場合に発売される。旅行商品利用の場合は発売対象となる旅行商品と同時にセットで購入する必要がある。

## 利用方法
利用方法は北陸おでかけパス、北陸周遊乗車券とも概ね同一である。
- 自由周遊区間（フリーエリア）内では、普通列車（新快速列車・快速列車を含む）の普通車自由席に乗車できる。指定席や着席整理券制（あいの風とやま鉄道「あいの風ライナー」[注 5]など）の列車に乗車する場合は、当該の料金が別途必要となる。ただし、グリーン席に乗車する場合は無効となり、乗車券（運賃）とグリーン料金が別途必要となる[注 6]。  - なお、特急列車などの優等列車は本券だけでは利用できないが、特急券等を別途購入すれば自由席のほか、指定席やグリーン席についても乗車できる[2][注 7]。
- 有効期間
  - 北陸おでかけパス：乗車当日限り。
  - 北陸周遊乗車券：2日間。    - （※乗車日が有効期間の翌日にまたがる場合は、午前0時を過ぎて最初に停車する駅まで有効。以降の区間は別途乗車扱いとして乗り越し分の運賃が必要となる）

## 自由周遊区間
自由周遊区間（フリーエリア）となる路線は、西側から順に下記のとおりである。
- 北陸本線（長浜駅 - 金沢駅間[注 8]）
- 小浜線（敦賀駅 - 青郷駅間）
- 越美北線（越前花堂駅 - 九頭竜湖駅間の全線）
- IRいしかわ鉄道線（金沢駅 - 倶利伽羅駅間の全線）
- 七尾線（津幡駅 - 和倉温泉駅間[注 9]）
- あいの風とやま鉄道線（倶利伽羅駅 - 市振駅間の全線）
- 城端線（高岡駅 - 城端駅間の全線）
- 氷見線（高岡駅 - 氷見駅間の全線）
- 高山本線（富山駅 - 猪谷駅間）
- えちごトキめき鉄道日本海ひすいライン（市振駅 - 直江津駅間の全線[注 10]）
- 大糸線（糸魚川駅 - 中土駅間）

### 過去の周遊区間
- 富山港線（富山駅 - 岩瀬浜駅間の全線）  - 2006年（平成18年）3月1日をもって廃止されたため周遊区間から除外された。なお同線は、同年4月29日から富山ライトレール（当時）[注 11]に移管した。
- 北陸本線（金沢駅 - 谷浜駅間）  - JR西日本管内の周遊区間としては、2015年3月8日利用分までの取り扱いだった。なお同区間が第三セクターへ転換された同年3月14日利用分以降も引き続き、前掲のとおり周遊区間として設定されている。

## 利用できない列車
いずれも運賃としては無効となり、別途乗車券などの購入が必要。
- 北陸新幹線
- のと鉄道「のと里山里海号」
- えちごトキめき鉄道「えちごトキめきリゾート雪月花」
- あいの風とやま鉄道「一万三千尺物語」（2019年度より設定）

## 発売箇所・期間
- JR西日本
  - 自由周遊区間内、黒部宇奈月温泉駅、糸魚川駅（JR西日本の窓口のみ、糸魚川駅を含むえちごトキめき鉄道の各駅では発売していない[6]）のみどりの窓口開設駅・みどりの券売機設置駅
  - 湖西線 近江今津駅[7]・安曇川駅[7]
  - 東海道本線（琵琶湖線）米原駅 - 篠原駅間[7]のみどりの窓口開設駅・みどりの券売機設置駅
  - e5489でも購入可
- IRいしかわ鉄道
  - 金沢駅・倶利伽羅駅を除く各駅
- あいの風とやま鉄道
  - 富山駅を除く主要駅
- のと鉄道
  - 穴水駅[7]
- 日本旅行などの主な旅行会社

発売は利用日の1か月前から3日前までの間となっている。また、「e5489」では2019年4月1日以降の利用分から、利用日3日前の23時30分までに予約をすれば利用日当日の受け取りができるように変更されている。
※北陸周遊乗車券については、前掲のとおり「新幹線eチケットサービス」利用の場合は、糸魚川駅・黒部宇奈月温泉駅・富山駅・新高岡駅・金沢駅のみどりの窓口で、新幹線乗車当日か翌日にJR東日本管内から対象となる乗車券類を利用した旨を証明する、画面プリントや購入履歴などを提示した場合に限り発売される。旅行商品利用の場合はJTB、日本旅行、近畿日本ツーリストなどの主な旅行会社等で、発売対象となる商品と同時にセットで購入する必要がある。

## 過去の主な利用特典
北陸おでかけパスは、乗車券本券のほか案内書とアンケート用紙が添付されている。なお、以下の利用者向けの特典は2019年時点ですべて廃止されている。
- 駅ビル等、駅内の商業施設

福井駅「プリズム福井」（現・くるふ福井駅）、金沢駅「金沢百番街」、富山駅「マリエとやま」・「とやマルシェ」館内の指定店
駅ビル来館時、指定されたサービスカウンターでおでかけパスを提示すると、館内で割引や景品進呈などのサービスを実施している対象店舗が記載されたリーフレットが進呈される。
- えちぜん鉄道

「一日フリーきっぷ」（おとな800円、こども400円）の割引
福井駅、田原町駅、あわら湯のまち駅、三国駅の窓口でおでかけパスを提示すると、おとな600円、こども300円の割引価格で購入できる。
- 京福バス

特急バス「永平寺ライナー」（福井駅東口 - 永平寺門前間・往復 おとな1,440円、こども720円）の運賃割引
福井駅東口の同社窓口でおでかけパスを提示すると、往復乗車券をおとな1,200円、こども600円の割引価格で購入できる。また片道乗車券（おとな720円、こども360円）もおとな600円、こども300円で購入できる。ただし割引は窓口での乗車前購入時のみ有効で、車内精算の場合は対象外となる。
- 万葉線

「一日フリーきっぷ」（おとな800円、こども400円）の割引
車内でおでかけパスを提示すると、おとな500円、こども250円の割引価格で購入できる。
- JR金沢駅レンタサイクル

利用料金の割引

## 備考・注意事項
- 前掲のとおり、北陸おでかけパスは利用日の1か月前から3日前までの前売り制となっており、利用日2日前以降は発売されない。北陸周遊乗車券のうち「新幹線eチケットサービス」利用の場合は、対象となる乗車券類の購入履歴等が提示されない場合は発売されない。旅行商品利用の場合は、該当する商品と同時のセット購入が条件となっており、単体では発売されない。
- 購入後の利用日の変更はできない。有効期間内（利用日当日を含む）であれば未使用の場合に限り、発売箇所で払い戻しが可能で、手数料220円を差し引いた額が返金される。
- 使用開始後は乗り越し、方向変更、経路変更などの区間変更の取扱いは対象外で、別途乗車扱いとして乗り越し・変更分の運賃が必要となる。また使用開始後に災害等による列車の遅延や運休等が発生し、旅行を取りやめる場合でも、払い戻しや変更などは原則として認められない。乗車券を紛失した場合でも、再発行の取り扱いは行わない。  - なお、利用可能な区間と期日内であれば、事故・災害などで列車が運行不能になった場合の「代行バス」に乗車することも可能である[注 12]。
- 北陸おでかけパスは2006年4月のフリーエリア拡大に伴い、エリア外の琵琶湖線と湖西線の一部の駅でも発売されている。ただし、エリア外から乗車する場合は、琵琶湖線からは長浜駅まで、湖西線からは近江塩津駅までの運賃が別途必要となる。また、北陸周遊乗車券を黒部宇奈月温泉駅から利用する場合も、エリア内各駅へ接続する交通機関（富山地方鉄道本線、路線バス等）の運賃等が別途必要となる。
- 2017年度の発売分からは本券が小型化され、自動改札にも対応した仕様となっている。

## 発売終了に関して
JR西日本は2023年（令和5年）2月2日に「特別企画乗車券の発売および見直しについて」を発表し、企画乗車券の発売見直しが行われた。この発表で北陸おでかけパスと北陸周遊乗車券を含む一部の企画乗車券は発売終了となった。北陸おでかけパスと北陸周遊乗車券の発売終了日と利用期間の終了日は下記のとおり。
- 北陸おでかけパス  - 2023年（令和5年）3月23日発売終了、利用期間は同年3月26日まで[11]。
- 北陸周遊乗車券  - 2023年（令和5年）3月31日発売終了、利用期間は発売終了日まで[11]。

## 後継商品
2022年（令和4年）11月18日から「北陸おでかけtabiwaパス」を発売している。同企画乗車券の発売に併せて、北陸3県の各エリアを対象とした企画乗車券の発売も行われている。詳細は下記のとおりであるが、ここでは県ごとに分類する。なお、自由乗降区間や観光施設の優待サービスに関する情報は省略する。
また、2024年（令和6年）には、同年1月に発生した能登半島地震によって影響を受けた北陸地区への送客・地域消費拡大の取り組みとして、利用条件緩和・特別価格での販売が実施されている。
- 福井県
  - 小浜線tabiwaパス
  - 越前tabiwaパス
- 石川県
  - 金沢加賀tabiwaパス
  - 金沢能登tabiwaパス
- 富山県
  - とやま周遊2dayパス

共通事項
- 各エリアとも有効期間は2日間となっており、エリア内の普通列車普通車自由席に乗車することができる[12]。なお、特急など、料金券が必要となる列車はその料金が別途必要となるが、北陸新幹線に乗車することはできない[12]。
- 各エリアに設けた観光施設でサービスを受けることができ、エリアによってはJR線以外の鉄道線や路線バス（※高速バスを除く）に乗車することもできる[12]。
- オプション券として「tabiwaチケット」[12][14]の発売や「tabiwaクーポン」[15]の配付も行っている（※購入・取得手続きが必要）。